# 黃元白
黃元白（1518年—？年），字用章，號少岷，四川夔州府達州人，明朝政治人物。

## 生平
嘉靖二十五年丙午科四川乡试第十四名舉人，二十六年（1549年）丁未科第三甲第九十二名進士。禮部觀政，授太常寺博士，二十九年十二月選授兵科給事中，三十二年九月升本科右，三十三年六月升刑科左，十一月陞陝西副使，三十五年三月考察免官。

## 家族
曾祖黃珣，壽官；祖黃時良；父黃誥，知縣；母田氏。重慶下。弟元迪；元正；元愷；元嗣；元晉。子黄澜、黄浑。